# Adolphe Bertron
Pour les articles homonymes, voir Bertron.
Adolphe Bertron, né à La Flèche le 4 mars 1804 et mort à Paris, le 26 janvier 1887) est un commerçant, philanthrope, et homme politique français.
Il a été souvent considéré comme utopiste, « folklorique », sinon même mentalement dérangé. « Candidat humain » à un grand nombre d'élections présidentielles, législatives et sénatoriales, il se serait même proposé comme roi du Mexique. Précurseur du féminisme, il proposait que le Sénat soit élu uniquement par les femmes. Il s'est, entre autres, érigé en ennemi de la guerre, de la peine de mort et du clergé et était partisan de la création d'un gouvernement mondial sous sa direction. Élu conseiller municipal à Sceaux, il y a mis en œuvre des politiques originales.

## Biographie

### Négociant, ingénieur, cultivateur, magistrat...
Selon ses propres déclarations, Adolphe Bertron a été « Conçu en 1803, à Angers, le jour de la fête du Dieu des chrétiens, né en 1804, à La Flèche, dans l'antique vieux château-fort ; à son père, sa mère et son père Angevins. ». Il aurait été « élève de l'École militaire de La Flèche, des collèges d'Angers, du Mans et du séminaire de Précigné, couronné au collège d'Angers en 1814 et 1815 ».
Il a exercé avec succès sa principale activité comme commerçant, notamment négociant en toiles, ce qui lui assurera les fonds nécessaires à ses campagnes électorales. Mais il se présentait également comme : « agriculteur-horticulteur, ouvrier tourneur amateur, industriel, couronné de divers concours nationaux et internationaux, industriel, fondateur de plusieurs maisons de commerce, négociant... » et « membre d'un tribunal jugeant seul souverainement en France ; ex-juge commissaire-expert du gouvernement ».
En tant que manufacturier, il avait réussi à tirer des boues des égouts de Paris une huile de table. Il avait également des talents d'agronome, comme en témoignent les conseils qu'il lui arrivait de prodiguer.

### Le «candidat humain»

#### Élection présidentielle de 1848
Bertron est candidat à l’élection présidentielle de 1848, première élection présidentielle au suffrage direct. Il fait preuve d’un féminisme très en avance sur son temps, son manifeste affiché place de la Bourse proclamant la femme « l'Être suprême » et en proposant non seulement de donner le droit de vote aux femmes, mais aussi de mettre en place « un Parlement bicaméral doté d’une Chambre entièrement féminine élue par les Françaises ». Il obtint une poignée de voix, loin derrière le futur Napoléon III, Cavaignac, Ledru-Rollin, Raspail, Lamartine, Changarnier et même Antoine Watbled, dont le programme visait, lui, à « assurer le bonheur immédiat du peuple ».

#### Les élections de 1850 à 1867
Dès lors, il sera candidat à « toutes les élections possibles, dans tous les lieux possibles, sollicitant toutes les fonctions possibles, locales, législatives, sénatoriales, présidentielles, au grand dam de sa femme et de sa fortune personnelle ».
Il se présente comme « Ami de l’humanité, candidat du peuple » dans le département du Nord, le 3 novembre 1850.
Il est candidat aux Élections législatives françaises de 1852, sous le nom d'« Adolphe Bertron de la Flèche ». Il se nommera plus tard « Adolphe Bertron Liberge des Bois ».
Aux élections de 1858, il déclare vouloir la garantie d'un « budget humain » pour chaque femme, dont il faut « assurer la dignité et l'inviolabilité », et l'« abolition de toutes les tyrannies », sauf celle de la femme :

« Français,
Pour constituer un État Humain, c'est-à-dire un gouvernement parfait et digne d'être appelé l'Empire du genre Humain : — que faut-il ?... Il faut que la femme ait toujours, d'une année d'avance, un budget Humain, pour elle et ses enfants, seule garantie de leur dignité et de leur inviolabilité !...
Qu'est-ce donc, allez-vous me demander, qu'un budget Humain ?... C'est tout. — C'est l'abolition de toutes les tyrannies de ce monde; — moins la tyrannie de la femme. — Eh bien, quand nous n'aurons que la tyrannie de notre mère à subir, — serons-nous loin d'un État de Bonheur Parfait ?
Électeurs,
Ma candidature n'a d'autre but que de tenir de vous, de votre souveraineté toute-puissante, un mandat pour indiquer, comme Législateur, les Voies et Moyens, — qui sont le résultat de quarante ans d'étude dans les diverses professions que j'ai tant aimées et que j'aime encore à exercer.
Adolphe Berton,
Ancien négociant, ancien manufacturier, ancien magistrat, propriétaire, agronome et cultivateur,
Candidat humain, »

À partir de 1863, il se présente en candidat unique du « parti humain » dans toutes les circonscriptions de France. « En conséquence il adressa son serment, sa circulaire et ses bulletins de vote aux bâtonniers de l'ordre des avocats, aux présidents de la Chambre des avoués et des notaires, à tous les maires et conseillers municipaux de tous les départements ».

#### 1867: le canular d'une candidature à la royauté au Mexique
En 1867, Adolphe Bertron aurait signé une affiche par laquelle il proposait ses services comme roi du Mexique, en résumant ainsi son programme :

« Mexicains !
Longtemps je fus Candidat Humain au Corps législatif ; mes concitoyens sont restés sourds à mes exhortations. Dieu soit loué ! Il me réservait une plus haute destinée : le soin d’assurer le bonheur des Mexicains !
On dit que vous voulez absolument un Roi ! prenez moi !
Je ne suis pas de race royale mais seulement propriétaire à Sceaux dans le département de la Seine. J’ai extrait de l’huile de la boue parisienne, je saurai si vous m'honorez de votre confiance, faire sortir l'ordre le plus parfait des bas-fonds de l’anarchie mexicaine.
Je licencierai une armée qui n'a pas su protéger les grandes routes contre ses propres brigandages, et tout l'argent que dévoraient les soldats, je l'emploierai à les faire travailler. Ils deviendront propriétaires, pères de famille, cesseront d'enlever les jeunes filles et d'entretenir dans le pays cette passion du jeu si funeste à votre dignité et à votre liberté! A l'intérieur, je vous laisserai faire à peu près tout ce que vous voudrez ; je vous habituerai à vous défendre vous-mêmes, à agir sans protection; enfin, je me contenterai d'une liste civile aussi médiocre que possible, voulant donner l'exemple de la simplicité.
Signé : Ad. Bertron,
Candidat Humain. »,. »

Sans surprise, il n'aurait obtenu aucune réponse. Il est très probable, cependant, que l'affiche n'ait été qu'un canular, que Bertron dénoncera aussitôt.

#### Les élections de 1870 à 1895
Pour les élections d'août 1870, il publie à Lyon un manifeste furieusement féministe destiné à « l'Humanité toute entière » :

« Nous, tous, Enfants de la Mère du Genre humain, Proclamons, du fond de nos consciences, que nous ne connaissons qu'un Dieu - la Femme - Nos mères, qui nous ont tous créés, tous mis au Monde, tous nourris, tous élevés... à ces Dieux... Notre reconnaissance, notre vénération !!! Ces seuls et vrais Dieux ont, sans partage, des droits incontestables à toute notre estime, et sous tous les rapports, sont dignes d’être aimés et adorés !... 
Nous, Tous, Enfants de la Mère du genre humain, (je suis heureux en répétant cette vérité ;) hâtons-nous de proclamer que la Religion naturelle est la seule digne de l’Humanité!!! Désignons-la, de suite sous sa vraie dénomination... la Religion Naturelle et Humaine... Son Dieu ... La Femme... seul naturel et vrai Créateur du Genre Humain, et cela, sans aucune Exception !!!... je me fais un devoir, et je me le ferai perpétuellement de vous rappeler à satiété [que] la Femme est Dieu et Religion... Notre salut est tout entier en nos Mères, autrement exprimé : dans la Religion Naturelle et humaine, pas ailleurs !!!!! La base de la Religion Naturelle et humaine est... Le Travail... l’Ordre... La Vérité... Son but : La Perfection en tout... Partout... pour le triomphe de cette Religion, la seule vraie, la seule avouable, il faut de suite et pour toujours : Démonarchiser l’Univers... Démaîtriser le Globe Terrestre... Dépatroniser le Monde Entier... Pour que le résultat soit complet et sublime Et pour qu’il soit surtout durable ; il ne faut qu’une seule et unique Patrie ... L'Univers... [...]. »

Le premier janvier 1871, premier jour de « l'ère nouvelle de la famille humaine », il fait imprimer à Chambéry le numéro un d'un journal intitulé Le Candidat Humain Social Philosophique Humanitaire.
Il est candidat aux élections législatives de 1876 et s'en prend, dans son affiche électorale, à Napoléon III qui n'a pas daigné suivre ses conseils :

« Français, peuples de l’univers ! Napoléon III : Comment cet empereur n’a-t-il rien tenté auprès du candidat humain pour s’instruire sur ce qu’aurait fait Adolphe Bertron, le seul candidat de l’humanité ? Il aurait pu prolonger son règne mais la fatalité a voulu qu’il succombât à Sedan. (…) Tous les Césars de la terre n'ont jamais valu mon chien nommé « César ». Ah ! quel bon animal, sa fidélité était à toute épreuve et, à mon avis, un bon chien vaut mieux que tous les César. (…) Le candidat attend donc un mandat pour parler à la tribune législative. A vous tous, son cœur et son temps il n’en demande pas davantage pour assurer la sécurité au monde entier. »

Pour Bertron, les autres candidats représentent des partis, alors que lui — et lui seul — représente l'humanité tout entière. Les hommes se répartissent en « humains », qu'il est seul à représenter, et en « inhumains », qu'il faut combattre. À l'occasion des élections législatives de 1877, il esquisse son programme de « candidat humain » :

« Aussitôt mon élection validée ma première proposition aux élus de France serait de diviser la chambre en 2 parties : du côté gauche les humains, du côté droit les inhumains (s’il y en avait), pour nous connaître et nous compter ; la seconde faire le vide autour des inhumains pour les conquérir à l'humanité ; la 3è abroger toutes les lois et en promulguer pour assurer la perfection humaine en tout et pour tout ; la 4è : amnistie générale ; la 5è rendre à l'humanité « tout ». »

Candidat à la présidence du Sénat en novembre 1877, il lance un appel aux sénateurs :

« Aux sénateurs du sexe masculin
Élus en 1874, 1875, 1876, 1877, par ce pauvre, ce misérable, ce faux Suffrage Universel de la circonscription française, qui n’est réellement et malheureusement à tort que Masculin.
Messieurs les Sénateurs de la France
Malgré votre funeste origine,
Auriez-vous cependant la volonté et posséderiez-vous de suffisantes connaissances pour mettre à néant tout ce qui divise le genre humain ?
Le candidat humain le souhaite, et il l'espère !!!!
Eh bien ! que tous ceux d’entre vous qui auraient des sublimes volontés et ces précieuses connaissances, l’expriment par leur bulletin de vote de samedi prochain, en inscrivant sur ce bulletin le nom du candidat humain
Adolphe Bertron Liberge des Bois
Conçu à Angers le jour de la Fête de Dieu de la religion chrétienne et né dans le château de la Flèche appartenant à M. mon père, l’année de l’escamotage de la République française par Napoléon Ier, ce cruel César, ce misérable despote, ce grand criminel qui pour satisfaire son ambition a été la cause de tant de misères et a fait couler tant de larmes et tant de sang.
Le candidat humain, élu à ce jour à l'unanimité, par le Sénat indiquerait immédiatement les voies et moyens de délivrer instantanément l’Humanité du mal !!!
Cette élection, le samedi 24 Novembre 1877, serait non seulement sublime, mais ce serait la réunification des deux sexes de l’espèce humaine par les humains de la circonscription française de l’univers, circonscription qui devrait être depuis bien longtemps un vrai paradis, un modèle de paradis pour le monde entier !!!!!
Nous, le défenseur de l’humanité, attendons avec confiance le résultat satisfaisant de votre élection de samedi prochain.
Tout à tous, tous pour tout
Adolphe Bertron. »

#### Les élections de 1885
En 1885, il est à nouveau candidat à la présidence de la république, visant à la mise en place d'un gouvernement mondial. Il assure en effet être « apte et capable, par sa mûre expérience, de faire rapidement du genre humain une seule nation et du globe terrestre une unique patrie. ». Il propose une « Union éternelle de tous les peuples du globe terrestre » :

« En garantie de cette éternité, le gouvernement du genre humain déclare que presque immédiatement, par la constitution humaine d'Adolphe Bertron, Liberge des Bois, tous les enfants de l'humanité seront partout et toujours, de la naissance à la mort, assurés d'une fortune indiscutable et garantie par le seul et unique impôt du travail.
Pour couronnement du bonheur de tous, une langue universelle et une instruction complète qui procureront : l'amitié, la gratuité, l'unanimité.
Qui veut l'union éternelle n'inscrive qu'un seul nom sur son bulletin de vote, celui du candidat humain
Adolphe Bertron, représentant momentanément le genre humain. »

Candidat aux sénatoriales de 1885 dans le département de la Seine, son style devient de plus en plus féministe, mais aussi plus virulent, sinon même délirant :

« Sexe masculin, vrais usurpateurs etc, etc, etc, des droits du sexe féminin qui nous charme et qui nous aime, vous n'êtes que des demi-souverains, des impuissants !!!... Qui allez-vous élire sénateur ? Qui vivra verra mais si vous le voulez votez dès demain Unanimement pour le candidat humain Adolphe Bertron Liberge des Bois…
Gouvernement unique du globe terrestre, vrai suffrage universel des 2 sexes, suppression de l'impôt cruel du sang par l'impôt sublime de l’abondance !!! L’or est une chimère ! Suppression de toutes les monnaies… Expérience Patience, passent science qui terre a guerre aura.
Nb – tous ces comités d’élections ne sont que des corrupteurs du sexe masculin : Ce sont de vrais bordels. »

À l'occasion de l'élection présidentielle de décembre 1885, où ne votent que les membres des deux Chambres, il lance un appel aux sénateurs en vue de la formation  d'un gouvernement mondial du genre humain :

« Aujourd'hui, quelle sécurité ? Aucune. À qui la faute ? À vous. Faites que tous soient heureux comme vous ; cela se peut, si vous le voulez!!!!! Pourquoi des malheureux ? Rien que des heureux, cela se doit, cela se peut,— le vouloir suffit !!!!! Donc, voulons-le tous !!!!!
Vous, heureux favorisés de la France,
Vous allez avoir lundi, 28 décembre 1885, à Versailles, un Congrès pour élire un Président. Ce Président, sera-ce un être nouveau ? — sera-ce un être suprême ? Ce Président sera-ce un génie ? Pour le moment, il est urgent, oui très urgent pour l'univers, qu'un excellent génie soit élu Lundi 28 Décembre 1885.
Cette fois que cet élu soit apte et capable, par sa mûre expérience, de faire rapidement du genre humain une seule nation et du globe terrestre, une unique patrie ; seul moyen de pacifier pour toujours l'univers et obtenir par la religion humaine, tout ce que l'on peut, tout ce que l'on doit souhaiter, ce que cette religion saura facilement réaliser promptement et certainement à la satisfaction de tous.
Vu : Adolphe Bertron, Candidat humain,
Approuvé : Liberge Bertron Adolphe, seul Candidat du Genre Humain. »

### 1852: Une combinaison nouvelle en matière d'économie sociale
Dans un opuscule publié en 1852, Bertron expose que : 

« Les causes du mal social sont toutes dans la peur qu’a le riche de perdre ce qu’il possède ; dans la peur qu’a l’ambitieux de ne pas obtenir ce qu’il convoite ; dans la peur qu’a le prolétaire de manquer du strict nécessaire. Nous aurions facilement raison des difficultés du problème à résoudre si nous pouvions assurer :
Au premier, la tranquille possession de la chose acquise,
Au second, le libre et complet développement des moyens qui peuvent faire acquérir la chose convoitée,
Et au dernier, le pain, le vêtement, l'abri dont il ne peut jamais se passer.
Ces objectifs seraient atteints si la vente des produits à un prix rémunérateur était garantie. »

Il propose ainsi « l'organisation d’une grande compagnie commerciale […] fondée sur des bases analogues à celles des Compagnies des Indes qui prospèrent en Angleterre, et à celles de la grande compagnie hollandaise, également prospère [… et] qui fonctionnerait concurremment avec le Commerce actuel […]. »
La Compagnie aurait « des comptoirs de vente et d’achat dans les chefs-lieux d’arrondissement et dans les cantons de quelque importance. [...] Un nombre considérable de petits magasins et de boutiques, dont presque tous les possesseurs végètent, souffrent et font alternativement faillite, seraient transformés en succursales des comptoirs et revendraient au détail[…]. »
Selon Bertron, « assurés de vendre, les producteurs produiraient plus, embaucheraient plus et le chômage disparaîtrait. Les profits tirés du commerce permettraient de supprimer les impôts. Ces économies iraient à une consommation additionnelle, plus d’emploi, plus de revenus… Cette proposition et quelques autres permettraient l'extinction du chômage et du paupérisme, ainsi que le bien-être et la sécurité pour tous. »

### Bertron à Sceaux
An 1842, Bertron quitte Paris pour s'installer à Sceaux où il possède une vaste propriété qu'il nomme « Le palais de l'Humanité » (aujourd'hui connue sous le nom du château de l'Amiral). Il y fait couvrir les murs extérieurs d’arbres fruitiers en espalier - poiriers, pommiers, vignes, fraisiers (en utilisant un treillage en fil de fer de son invention) pour que les « gens humains » puissent se servir en passant. Il morcelle une partie de son parc pour en faire un lotissement qu'il vend à prix modéré pour tenter de construire une communauté égalitaire. Contournant le souhait de Bertron, Victor Baltard réussira à acheter à lui seul trois des douze lots sur lesquels il fera construire quelques années plus tard une maison (la « villa Baltard ») située aujourd'hui 26 rue Bertron,.
En 1877, il est élu conseiller municipal de Sceaux, où une rue porte son nom.